# Hov1 4-Ever
Hov1 4-Ever är en svensk dokumentärfilm från 2024. Filmen dokumenterar hiphopgruppen Hov1:s turnéliv sommaren 2023. Den är producerad av Henrik Hanson tillsammans med bandet.
Filmen hade biopremiär i Sverige den 4 januari 2024, utgiven av SF Studios.

## Medverkande
- Ludwig Kronstrand
- Noel Flike
- Dante Lindhe
- Axel Liljefors